# هرادیشتی (ناحیه دوماژلیتسه)
هرادیشتی (به چکی: Hradiště) یک منطقهٔ مسکونی در جمهوری چک است که در ناحیه دوماژلیتسه واقع شده‌است. هرادیشتی ۵٫۶۸ کیلومتر مربع مساحت و ۱۵۷ نفر جمعیت دارد و ۴۲۱ متر بالاتر از سطح دریا واقع شده‌است.